# Công quốc Moldavia
Moldavia (Tiếng România: Moldova) là một công quốc cũ ở Đông Âu. Công quốc Moldavia nằm giữa dãy núi Carpathia và sông Dnister. Moldavia đã từng là một quốc gia độc lập sau đó trở thành một chư hầu của Đế quốc Ottoman với hình thức tự trị nhưng được tự quyết mọi vấn đề của mình. Công quốc này tồn tại từ thế kỷ 14 đến năm 1859 khi Moldavia thống nhất với công quốc Wallachia ở phía nam để thành lập nên nước Romania hiện đại. Lãnh thổ của Moldavia thay đổi qua nhiều thế kỷ. Vì trong suốt thời gian tồn tại, công quốc này luôn có chung đường biên giới với các quốc gia hùng mạnh ở châu Âu. Lãnh thổ của nó đã từng bao gồm nhiều vùng của Bessarabia, toàn bộ Bukovina và Pokuttya (dưới thời của Ștefan đại đế). Vùng phía tây của Moldavia hiện nay là một phần của România, phần phía đông ngày nay là Cộng hòa Moldova, trong khi phần phía bắc và phía đông nam trở thành lãnh thổ của Ukraina.